# AIVD
AIVD（Algemene Inlichtingen- en Veiligheidsdienst、総合情報保安局）は、オランダの情報機関。前身の機関についてもここで述べる。

## 概論
オランダの情報コミュニティは、情報調整官によってまとめられる。情報調整官は首相補佐官に匹敵する。2002年、テロ対策官が新設されている。オランダの主な情報機関はAIVDとMIVDである。MIVDはオランダ軍の情報機関であり、AIVDは内務省の機関で、国内国外双方を担当する。逮捕権はない。

## 冷戦
オランダの情報機関はナチス・ドイツの占領が終わった直後から始まった。その目的はドイツ協力者の摘発にあったが、やがて共産主義者に目標がシフトした。1949年、BVD（国家保安局）が組織された。BVDの使命は、東側諸国のスパイと左翼過激派の摘発であった。BVDはCIAから人、資金の援助を受けた。
一方、対外情報収集を目的とする、IDB（対外情報局）も結成された。こちらも主目的は東側諸国の情報であり、MI6が創設に関わり、CIAの支援を受けた。BVD、IDBともにCIAの協力機関として密接な関係にあった。
冷戦が終わると、国内で情報に対する関心と評価が著しく弱まり、情報コミュニティは弱体化、IDBは解散された。職員の一部はMI6にスカウトされた。

## 現在
1995年、オランダは情報軽視の報いを受けることになった。このとき、オランダはバルカン半島に軍部隊を派遣していたが、スレブレニツァにおいて、オランダ軍の駐留する保護地域はセルビア人の大部隊に包囲された。兵力の圧倒的な差から抵抗できなかったオランダ軍は無力化され、その地域にいた保護されるべき何千人という人々が殺害された。
スレブレニツァの虐殺が明らかになると、虐殺を止められなかったオランダ軍と政府に対する激しい批判がヨーロッパ中から浴びせられた。それは国内からも同様であった。帰ってきた兵士たちは戦犯扱いするかのような空気にさらされた。事件後、国防省、議会、国連、民間団体から次々に報告書が提出され、なぜ事件は起こってしまったのか盛んに議論された。その決着版と見なされる報告書が、国立戦争記録研究所から出されたものである。その内容は、
1. 当時の現地部隊でもって虐殺を止めるのは困難であった。
2. 問われるべき原因は軍、政府、国連の誤った指導にある。
3. そもそもあの程度の兵力と態度で事足れりとした判断が誤りであった。その誤りは現地の状況についての認識の誤りからもたらされ、その誤りは情報の不足から、情報の不足は情報収集について意識と態度に深刻な誤りがあったからである。
4. 軍は事後隠蔽の疑いがある。

などとするもので、現地部隊については斟酌しているが、政府に対してはかなり厳しい内容であった。報告書は全部で6000ページにもなる大部であるが、一言でまとめれば政府の平和ボケということになる。すでに事件から何年も経過していたが、この報告書を受けて時の首相は辞任した。
この事件はオランダ政府と軍に情報の重要性を気付かせるのに十分であった。さらにのちのアメリカ同時多発テロ事件もあって、2002年、情報・保安活動法が制定され、情報コミュニティの刷新が行われた。MIVからMIVDに、そしてBVDはAIVDになった。AIVDはその内部にDIB（対外情報本部）を設置し、対外情報収集を再開した。現在AIVDの最重要課題は、国内国外に関わらずイスラムテロネットワークの監視摘発にある。

## 王室と情報機関
近年、王室と情報機関の関係する話題がマスコミを賑わせたことがある。そのひとつはオランダ王室の一員であるマルガリータ王女がオランダ政府を訴えたもので、王女が結婚の際に、王女の結婚相手がBVDの盗聴を含む継続的な監視下におかれていたとマスコミに告発した。この結婚は相手の素性がよろしくないということで王室から反対された経緯があり、結婚後も夫は陰湿な攻撃に晒されていたとまで王女は発言した。これについて時の首相は、王室メンバーの結婚相手の身辺調査は必要かつ正当なものだと反論したが、話が世間の注目を集めていく中で、情報機関を監督すべき当時の内務大臣が調査について承知していなかったことが明らかになって情報機関の統制が問題になり、また人権の観点からも王女に肩入れする論調が出た。結局、オランダ宮内庁を首相が直接統御するということにはなったが、一連の過程で王室の醜聞が王女の口からポンポン飛び出たり、首相の指導能力が疑われて支持率が急落したりした。
もう一つは、ヨハン・フリーゾ王子とメイベル・ウィサスミットとの結婚問題で、話がかなり進んだ段階で、マスコミがメイベルがかつてマフィアの大ボスの愛人であり、国連勤務時代は某国大使と関係があったと報じたことから大問題になった。王子は婚約者と連名で、首相と女王に対し謝罪文を提出、以前に報告していた彼女は潔白であるという話の内容に虚偽があったことを事実上認めた。結局王子が王位継承権を放棄することで結婚は成立したが、今回は上の例とは逆に、AIVDはきちんと調査をやっていない、またその能力がないということでマスコミに叩かれ、首相と内相は議会で責められた。

## 近年の話題
2002年
- 情報・保安活動法制定
- 右派と見なされていた政治家フォルテインが殺害される。

2004年
- イスラム教を作品で厳しく批判したテオ・ファン・ゴッホが殺害される。
- 元BVD職員の暴露本が出版される。

2006年
- オランダ政府が通信会社から訴えられる。その内容は、通信傍受のための投資を企業に押し付けないで政府が負担すべきというもの。オランダでは通信会社やプロバイダーは情報機関が通信傍受可能な状態を整えなければならない。
- 機密情報を入手したジャーナリストが、AIVDによって監視されていたことが明らかになる。内務大臣はこれについて、通常の調査の範囲内である、と述べた。